# Kaiserkirsche
Die Kaiserkirsche ist eine mit dem Farbstoff Erythrosin (E 127) gefärbte und in Zuckersirup eingelegte Süßkirsche der Sorte Große Prinzessin.
Die hellrote Kirsche findet vor allem Verwendung in Obstsalaten sowie als Belegobst für Plundergebäck.